# Wani (uczony)
Wani (jap. 王仁) – na wpół legendarny koreański uczony pochodzący z królestwa Baekje, który w III lub V wieku przybył do Japonii.
Informacje na temat Waniego zapisano w japońskich kronikach Nihon-shoki i Kojiki. Miał przybyć do Japonii w piętnastym roku panowania cesarza Ōjina (285), polecony władcy przez przebywającego już na japońskim dworze swojego rodaka imieniem Achiki. Przywiózł ze sobą do Kraju Kwitnącej Wiśni księgi klasyków konfucjańskich, w tym Lunyu i Qianziwen, przyczyniając się do rozpowszechnienia chińskiego pisma i kultury. Powierzono mu funkcję nauczyciela następcy tronu. Wani osiadł w Japonii i zapoczątkował długi ród dworskich skrybów. Zgodnie z tradycją jego grób znajduje się w pobliżu Osaki.
Choć napływ chińskich wpływów kulturowych do Japonii poprzez Koreę jest faktem historycznym, wiarygodność podanych w Kojiki i Nihon-shoki informacji oraz samo istnienie Waniego są podawane w wątpliwość. Cała opowieść wydaje się być echem jakichś historycznych wydarzeń, jednak uwzględniając m.in. czas zredagowania Qianziwen i datowanie najstarszych inskrypcji w piśmie chińskim znalezionych w Japonii należałoby przesunąć je co najmniej na początek V wieku.